# Enrique Vila-Matas
Enrique Vila-Matas, född 31 mars 1948 i Barcelona, är en spansk (katalansk) roman- och essäförfattare. Vila-Matas blandar i sina romaner fakta, påhittade händelser och skildringar från sitt eget liv, ofta med ironiska och parodiska inslag. På svenska har bland annat romanen Dublinesk utkommit.
Enrique Vila-Matas anses vara en av den spanskspråkiga litteraturens främsta författare och hans verk har översatts till mer än trettio språk. Han har tilldelats bland annat Rómulo Gallegos-priset och Prix Médicis étranger samt utnämnts till Chevalier de la Légion d'honneur och Officier de l'Ordre des Arts et des Lettres.
Han är en av grundarna till Finnegans-orden, vars medlemmar varje år samlas för att delta i Bloomsday i Dublin.

### Romaner
- Mujer en el espejo contemplando el paisaje (1973)
- La asesina ilustrada (1977)
- Al sur de los párpados (1980)
- Nunca voy al cine (1982)
- Impostura (1984)
- Historia abreviada de la literatura portátil (1985) (Kortfattad inledning till den bärbara litteraturen, översättning Miguel Ibáñez, Interculture, 1988)
- Una casa para siempre (1988)
- Suicidios ejemplares (1991) (Exemplariska självmord översättning Oscar Hemer, Ægis, 1995)
- Hijos sin hijos (1993)
- Recuerdos inventados (1994)
- Lejos de Veracruz (1995)
- Extraña forma de vida (1997)
- El viaje vertical (2000)
- Bartleby y compañía (2001) (Bartleby & Co, översättning Yvonne Blank, Tranan, 2014)
- El mal de Montano (2002)
- París no se acaba nunca (2003)
- Doctor Pasavento (2005)
- Exploradores del abismo (2007)
- Dietario voluble (2008)
- Dublinesca (2010) (Dublinesk, översättning Lena E. Heyman, Tranan, 2013)
- Chet Baker pense a son art (2011)
- Aire de Dylan (2012)
- Kassel no invita a la lógica (2014) (Utan logik i Kassel, Tranan, 2017)
- Marienbad électrique (2015)
- Mac y su contratiempo (2017)

### Essäer
- El viajero más lento (Anagrama, 1992)
- El traje de los domingos (Huerga&Fierro, 1995)
- Para acabar con los números redondos (Pre-textos, 1997)
- Desde la ciudad nerviosa (Alfaguara, 2000)
- Extrañas notas de laboratorio (El otro, el mismo, 2003)
- Aunque no entendamos nada (J.C.Sáez editor, 2003)
- El viento ligero en Parma (Sexto Piso, 2004)
- Y Pasavento ya no estaba (Mansalva, 2008)
- Una vida absolutamente maravillosa (Mondadori, 2011)